# Adis Lagumdžija
Adis Lagumdžija (Sarajevo, 29 marzo 1999) è un pallavolista bosniaco naturalizzato turco, opposto del Fenerbahçe.

## Biografia
Figlio d'arte (il padre Ekrem Lagumdžija fu nazionale jugoslavo nei primi anni '90) e fratello maggiore del pallavolista Mirza Lagumdžija, nasce a Sarajevo, trasferendosi in seguito in Turchia: nel 2014 ottiene la cittadinanza turca.

## Carriera

### Club
La carriera di Adis Lagumdžija inizia nel 2013 all'interno del settore giovanile del Galatasaray, club che lo fa esordire tra i professionisti in Voleybol 1. Ligi, in seguito Efeler Ligi, nella stagione 2015-16, a soli sedici anni, conquistando una BVA Cup. Nel campionato 2017-18 si trasferisce all'Arkas, club al quale resta legato per tre annate, raggiungendo due finali scudetto e venendo insignito dei premi come rising star e miglior schiacciatore, rispettivamente nel 2018 e nel 2019.
Nella stagione 2020-21 approda per la prima volta in un campionato esterno, venendo ingaggiato dal Milano, nella Superlega italiana, dove gioca anche nella stagione seguente, ma con la You Energy di Piacenza, e nell'annata 2022-23, con il Modena, con cui si aggiudica la Coppa CEV. Resta nella massima divisione italiana anche nel campionato 2023-24, ma indossando la casacca della Lube e ottenendo un successo in Coppa Italia.
Dopo un biennio nelle Marche, per la stagione 2025-26 torna nella massima divisione turca, ingaggiato dal Fenerbahçe.

### Nazionale
Viene convocato nella nazionale turca under 19, conquistando la medaglia di bronzo al campionato europeo 2015 e 2017, venendo insignito del premio di MVP in quest'ultima occasione; grazie ai posizionamenti nelle rassegne continentali, partecipa inoltre al campionato mondiale 2015 e 2017. Con la selezione under 20 partecipa invece al campionato europeo 2016 e 2018, mentre con l'under 21 prende parte al campionato mondiale 2017.
Nel 2018 fa il suo esordio in nazionale maggiore, vincendo la medaglia di bronzo alla European Golden League, torneo nel quale conquista la medaglia d'oro nell'edizione 2019 e 2021, venendo premiato, in quest'ultima edizione, come MVP. Nel 2022 si aggiudica la medaglia d'argento all'European Golden League e alla Volleyball Challenger Cup, mentre un anno dopo mette al collo l'oro all'European Golden League e alla Volleyball Challenger Cup.

## Palmarès

### Club
- Coppa Italia: 1

2024-25
- Coppa CEV: 1

2022-23
- BVA Cup: 1

2016

### Nazionale (competizioni minori)
- Campionato europeo under 19 2015
- Campionato europeo under 19 2017
- European Golden League 2018
- European Golden League 2019
- European Golden League 2021
- European Golden League 2022
- Volleyball Challenger Cup 2022
- European Golden League 2023
- Volleyball Challenger Cup 2023

### Premi individuali
- 2017 - Campionato europeo under 19: MVP
- 2018 - Efeler Ligi: Rising star
- 2019 - Efeler Ligi: Miglior schiacciatore
- 2021 - European Golden League: MVP